# 小行星9666
小行星9666（英語：9666）是一颗围绕太阳公转的小行星。1997年4月6日，林肯近地小行星研究小组在索科罗发现了此天体。
这颗小行星的绝对星等为290.5782084135198等。